# Monostichella salicis
Monostichella salicis är en svampart som först beskrevs av Westend., och fick sitt nu gällande namn av Arx 1957. Monostichella salicis ingår i släktet Monostichella, ordningen disksvampar, klassen Leotiomycetes, divisionen sporsäcksvampar och riket svampar.   Inga underarter finns listade i Catalogue of Life.